# Eupithecia uniformis
Eupithecia uniformis là một loài bướm đêm trong họ Geometridae.